# Evangelische Kirche (Essershausen)

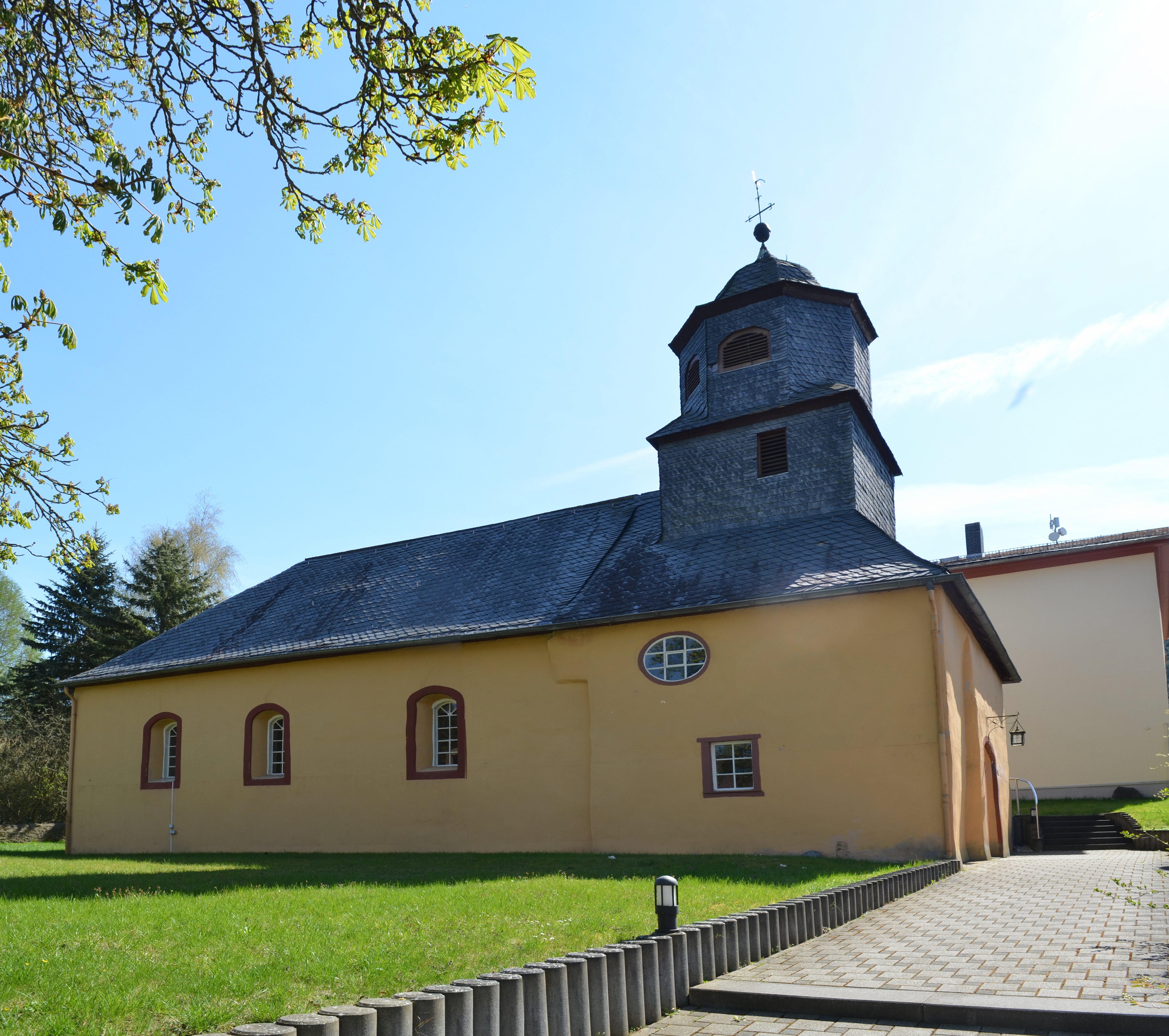
Evangelische Kirche (Essershausen)

Die Evangelische Kirche Essershausen ist ein denkmalgeschütztes Kirchengebäude in Essershausen, einem Ortsteil der Gemeinde Weilmünster im Landkreis Limburg-Weilburg (Hessen). Die Kirchengemeinde Essershausen-Edelsberg gehört zum Dekanat an der Lahn in der Propstei Nord-Nassau der Evangelischen Kirche in Hessen und Nassau.

## Beschreibung
Die im Kern romanische Saalkirche wurde 1391 erbaut. Sie wurde 1656 nach Westen verlängert. Aus dem schiefergedeckten Walmdach des Kirchenschiffs erhebt sich im Westen ein quadratischer Dachreiter, der sich achteckig fortsetzt, um in einer bauchigen Haube zu enden. 
Die schlichte Kanzel wurde 1605 errichtet. Die Orgel mit zehn Registern, einem Manual und einem Pedal hat 1810 Christian Ernst Schöler gebaut.